# Rhoicinaria maculata
Espèce
Synonymes
- Cybaeus maculatus Keyserling, 1878

Rhoicinaria maculata est une espèce d'araignées aranéomorphes de la famille des Amaurobiidae.

## Distribution
Cette espèce est endémique de Colombie.

## Description
La femelle holotype mesure 4,8 mm.

## Publication originale
- Keyserling, 1878 : Spinnen aus Uruguay und einigen anderen Gegenden Amerikas. Verhandlungen der Kaiserlich-Königlichen Zoologisch-Botanischen Gesellschaft in Wien, vol. 27, p. 571-624 (texte intégral).